# 東方果實蠅
東方果實蠅（學名：Bactrocera dorsalis）又名橘小實蠅，俗稱蜂仔，原產於印度及馬來半島等地，為太平洋地區果樹的重大害蟲。为害250多种水果及蔬菜、繁殖力強，雌蠅產卵於果皮下，幼蟲孵化後鑽入果肉中蛀食，造成水果腐爛失去商品價值，如果吃水果時發現內部長蟲，大半都是東方果實蠅的幼蟲。由於台灣氣候及環境適合牠生存，目前已遍布全台，終年均有果實蠅發生。
目前有技術透過向農作物噴灑含有斯氏線蟲科物種的蟲卵的懸浮液到泥土，讓這些物種體內的兩種腸桿菌科物種的共生菌使果實蠅幼蟲感染而死亡，並為線蟲提供成長的環境。